# Но не и за мен
„Но не и за мен“ (на английски: But Not for Me) е американска комедия от 1959 г. с участието на Кларк Гейбъл и Лий Джей Коб, създаден по мотиви от пиесата „Акцент на младостта“ на Самсън Рафаелсън.

## Сюжет
Внимание:  Текстът по-долу разкрива сюжета на произведението (или части от него)!
Ръс Уорд (Кларк Гейбъл) е известен продуцент от Бродуей, който е отсъствал от града. Връщайки се в Ню Йорк, всеки иска нещо от него. Един след друг се изреждат бившата му съпруга Катрин Уорд (Лили Палмър), вечно пияният драматург Джеремая „Мак“ МакДоналд (Лий Джей Коб), репортерът от списанието Рой Мортън (Том Дъган), бизнес мениджърът Майлс Атууд (Чарлз Лейн) и адвокатът Чарлз Монтгомъри (Уендъл Холмс).
Основна тема на дискусията е новата пиеса, която Ръс продуцира. Репортерът е дочул, че Ръс е в беда, но той му отвръща, че не е вярно. Ръс се заклева, че пиесата ще бъде готова точно навреме за премиерата си в Бостън.
Катрин непрекъснато напомня на Ръс за неговата възраст, за която той обича да лъже. Ръс споменава на младата си и лоялна секретарка Ели Браун (Карол Бейкър), че вероятно му е време да се оттегли, защото новото шоу, което е замислил е пълна каша. Той и Мак имат история за мъж на средна възраст, който има романтична връзка с двадесет и две годишна жена, но не могат да напаснат сценария и да създадат завършена пиеса.
Ели е влюбена в Ръс толкова много, че мечтае за брак с него. Този факт дава на Ръс идея. Какво би станало, ако в пиесата младата жена е по-настойчива от мъжа? Така той не би изглеждал като такъв развратник. Мак с удоволствие се захваща с пренаписването на сценария и всички се пренасят да работят по пиесата в имението в Лонг Айлънд, където живее Катрин, която е бивша актриса, отчасти благодарение на издръжката, която ѝ плаща Ръс.
Заможният им почитател Бакос (Томас Гомес) желае да помогне, но Атууд му заявява, че не се нуждаят от парите му, защото цялото шоу се финансира от анонимен благодетел. Ели прочита женската част от сценария и убеждава всички, че тя е най-подходяща за ролята. Гордън Рейнолдс (Бари Коу) взима мъжката роля и бързо се влюбва в Ели, но тя се ръководи по Ръс, който окуражава любовта ѝ към него.
Денят на премиерата в Бостън наближава и екипът се паникьосва, но Ръс ги успокоява, заявявайки, че пиесата ще се превърне в хит на Бродуей и се оказва прав. Сега той трябва внимателно да отблъсне Ели, но научава, че тя и Гордън са сключили брак. Ели е отчаяна, защото Гордън иска да се откаже от театъра и да се преместят в Монтана. Разочарована, тя се впуска в леглото на Ръс, така че Гордън да я хване и да поиска развод.
Накрая всички бъркотии са оправени и нещата си идват на мястото. Младоженците решават да направят компромис. Ръс най-накрая разбира, че анонимният благодетел на шоуто е Катрин и решава да даде нов шанс на връзката им.

## В ролите
- Кларк Гейбъл като Ръсел „Ръс“ Уорд
- Карол Бейкър като Ели Браун
- Лили Палмър като Катрин Уорд
- Лий Дж. Коб като Джеремая „Мак“ МакДоналд
- Бари Коу като Гордън Рейнолдс
- Томас Гомес като Деметриос Бакос
- Чарлз Лейн като Майлс Атууд
- Уендъл Холмс като Чарлз Монтгомъри
- Том Дъган като Рой Мортън

## Номинации
- Номинация за Златен глобус за най-добра комедия от 1960 г.
- Номинация за Златен глобус за най-добра женска роля в мюзикъл или комедия на Лили Палмър от 1960 г.
- Номинация за Златен глобус за най-добра мъжка роля в мюзикъл или комедия на Кларк Гейбъл от 1960 г.[1]